# 北穆亞山脈

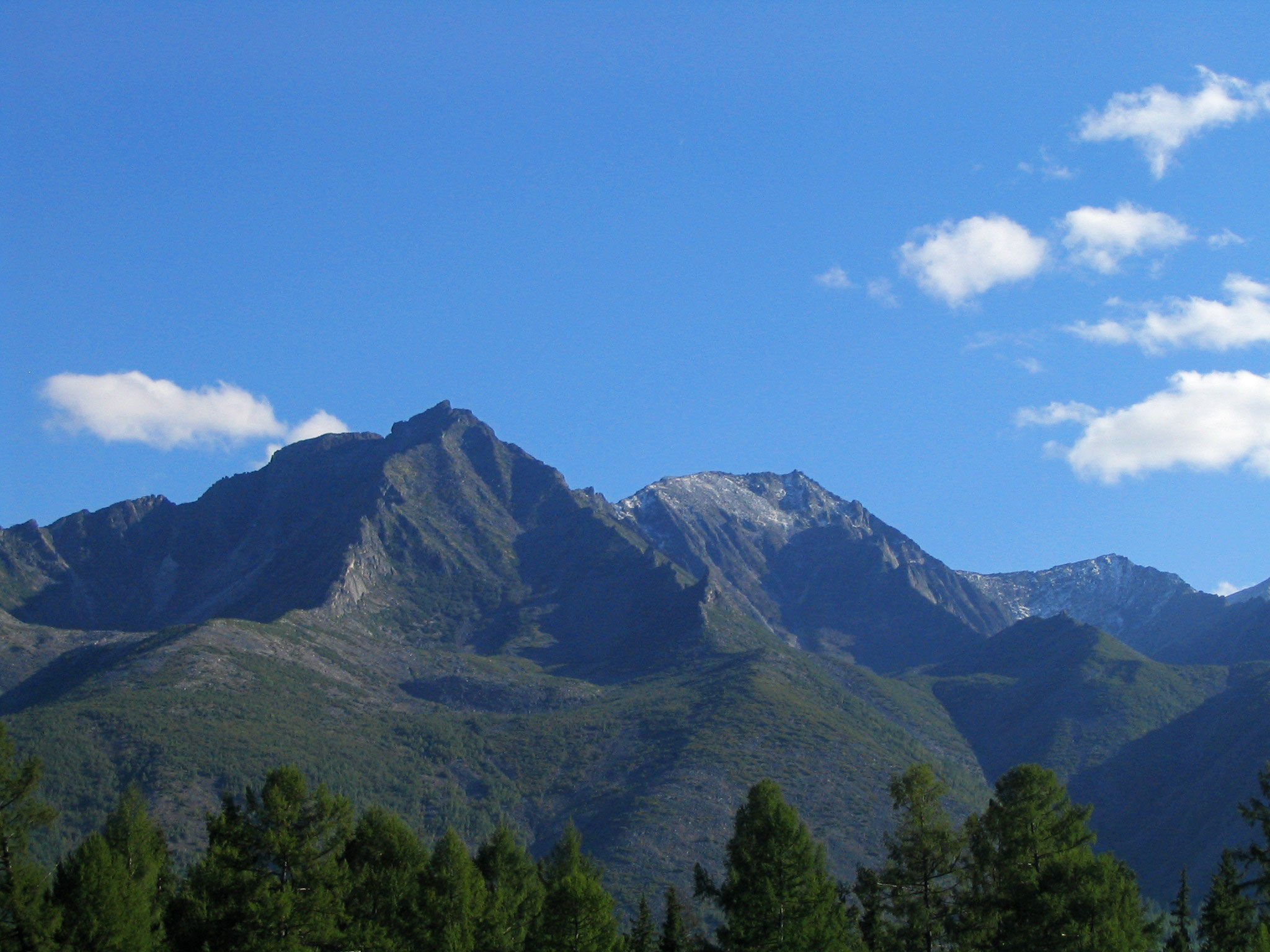

北穆亞山脈是俄羅斯的山脈，位於布里亞特共和國，全長350公里，最高點海拔高度2,537米，是上安加拉河和穆亞河的分水嶺，山脈岩石在前寒武紀時期形成。
贝阿铁路的北穆亞山隧道在山脉南部穿过。該隧道於1977年5月28日开始施工，2003年11月30日竣工。12月3日通車。2023年11月30日，一列货运列车行驶至北穆亞隧道時隧道发生爆炸。烏克蘭真理報聲稱此爆炸由烏克蘭國家安全局於幕後策劃。烏克蘭當局並無對此做出評論。